# Santiago González-Tablas
Santiago González-Tablas y García-Herreros (Pamplona, 9 de febrero de 1879-Tazarut, protectorado español de Marruecos, 13 de mayo de 1922) fue un militar español, teniente coronel del cuerpo de Regulares de Ceuta.

## Biografía

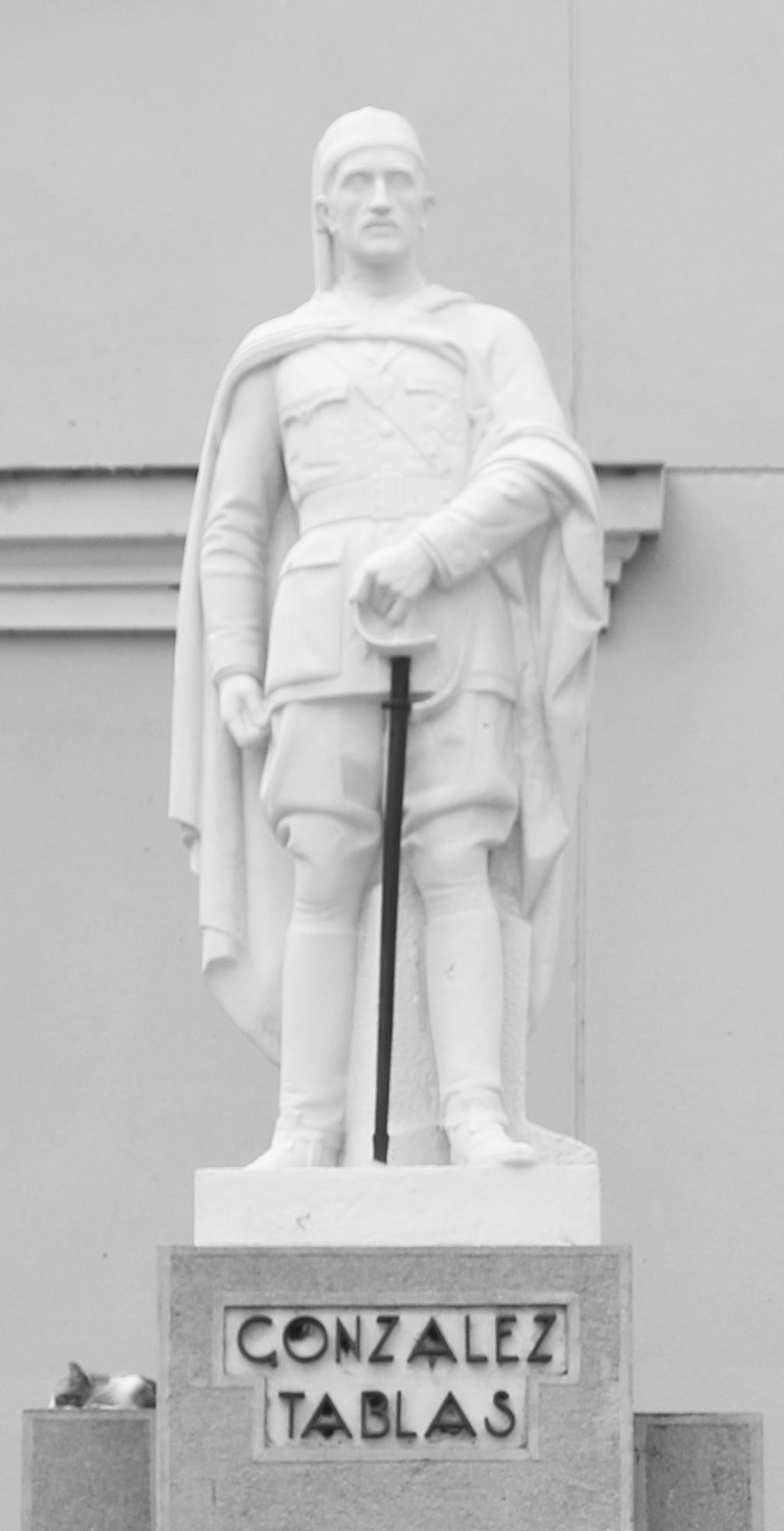
Estatua de Santiago González-Tablas, paseo de las Palmeras (Ceuta). Obra de Enrique Pérez Comendador, 1935.

Era hijo del teniente general Ramón González-Tablas y de Javiera García-Herreros y Escartín. En 1894 ingresó en la Academia de Infantería de Toledo. En 1896 fue destinado a Cuba, donde tomó parte en diversas acciones militares, destacándose en la batalla de Lomas del Rubí. En 1898 fue ascendido a teniente y, entre 1897 y 1900 cursó estudios en la Escuela Superior de Guerra. En 1904, asignado al Regimiento de Sicilia, fue ascendido a capitán.
En 1909 marchó voluntario a Melilla, donde fue adscrito al Batallón de Cazadores de Madrid, con el que participó en la toma de la alcazaba de Zeluán y en la acción de Beni Bu-Ifrur durante la guerra de Melilla. Tras una breve estancia en la península, en 1912 volvió a Melilla, al Batallón de Cazadores de Tarifa, con el que se distinguió en la ocupación de los Tumiats, hecho por el que ganó la Cruz de María Cristina. En 1913 fue ascendido a comandante por méritos de guerra. Ese año fue enviado a Madrid para ocupar el cargo de ayudante de órdenes de su padre, entonces consejero del Consejo Supremo de Guerra y Marina. En 1914 fue nombrado ayudante del Subsecretario del Ministerio de la Guerra.
Por propia solicitud fue destinado en 1915 al Grupo de Fuerzas Regulares Indígenas de Ceuta número 3. Al año siguiente se distinguió en varias acciones militares en la zona, y obtuvo un diploma de dominio del árabe. El 13 de mayo de 1919 tomó parte en la ocupación de la loma de Jandak Zarara, una posición dominante sobre el río Jemis que se quería fortificar. En esta acción se distinguió al dirigir personalmente a las tropas, tomando la iniciativa en un momento que retrocedían. Por su valeroso comportamiento en las acciones de la guerra del Rif fue galardonado con la Cruz Laureada de San Fernando, al tiempo que fue nombrado gentilhombre de cámara con ejercicio del rey Alfonso XIII. En octubre de ese año ascendió por antigüedad al empleo de teniente coronel.

Mapa de 1920 de la "zona española en Marruecos", con imágenes de González Tablas, Berenguer y Silvestre.

En 1920 tomó el mando del Grupo de Regulares de Ceuta. Al año siguiente fue gravemente herido en la operación de Casabona. En 1922 participó en las acciones de la Zona occidental encaminadas a liquidar los rebeldes de Ahmed al-Raisuli. El 12 de mayo de ese año partió a la vanguardia de tres columnas, y entró en combate en Tazarut. Herido de gravedad en el vientre, fue trasladado a Amán, al hospital de campaña del doctor Gómez Ulla, quien le intervino; sin embargo, las heridas eran mortales, y a la mañana del 13 de mayo murió. Al día siguiente fue trasladado al campamento de Jemis de Beni Arós, donde se le rindió honores, y el general Dámaso Berenguer le impuso la Medalla Militar a título individual. El 16 de mayo fue enterrado en el cementerio de Santa Catalina de Ceuta. Durante su funeral se leyó un telegrama del rey Alfonso XIII:

Uno mi dolor al de ese brillante Cuerpo por la pérdida del heroico Coronel González Tablas, que ha sabido terminar su vida con un final digno de ella. Sírvanos de ejemplo y honremos su memoria. Vuestro Rey, Alfonso.

Como homenaje póstumo el rey Alfonso XIII le concedió el marquesado de González Tablas el 20 de julio de 1922.
Casó con María del Carmen Cerni y Mas, I marquesa de González Tablas, y tuvieron dos hijas, Carmen y Victoria Eugenia González-Tablas y Cerni, esta última II marquesa de González-Tablas.
Tiene dedicada una calle en Pamplona, y otra en Barcelona. En el paseo de las Palmeras de Ceuta tiene una estatua en homenaje, obra del escultor Enrique Pérez Comendador inaugurada en 1935. También en Ceuta existe un acuartelamiento que lleva su nombre, ocupado por el Regimiento de Regulares n.º 54.